# Гецци, Пьер Леоне
Пьер-Леоне Гецци (итал. Pier Leone Ghezzi; 28 июня 1674, Рим — 6 марта 1755, Рим) — итальянский живописец академического направления, акварелист и рисовальщик-карикатурист.

## Жизнь и творчество
Пьер Леоне Гецци родился в Риме в семье Лючии Лараски и художника Джузеппе Гецци (1634—1721), учителя Антонио Амороси и секретаря Академии Святого Луки в Риме. Был крещён 9 июля в церкви Сан-Джованни-деи-Фиорентини. Семья происходила из Комунанцы (Comunanza) в регионе Марке. Его дед Себастьяно Гецци также был художником: живописцем и архитектором. Крестным отцом Пьера Леоне был художник Карло Маратта.
Искусство рисунка изучал под руководством отца. Пьер Леоне поступил в Академию Святого Луки в 1705 году. Его картина «Аллегория благодарности» была подарена учреждению при его поступлении, как это было принято в то время. Эта картина до настоящего времени находится в Академии.
Гецци писал фрески для церквей во Фраскати и Урбино. Наиболее известны его росписи на вилле Фальконьери во Фраскати. стиль его искусства развивался под влиянием французской портретной живописи.
Но более всего Пьер Леоне преуспел в жанре карикатуры в рисунках пером, тушью и гуашью. Гецци обладал особым даром, даже изменяя и утрируя до гротеска черты лица своих персонажей, тем не менее, сохранять удивительное сходство с их прототипами. Его карикатуры эмоционально свободнее, чем его официальные живописные портреты. Они вызывали неподдельное восхищение у современников. Его рисунки всегда были в цене и Гецци стал успешным торговцем собственных произведений. Карикатуры Гецци примечательны и тем, что, помимо сатирических изображений они содержат пояснительные подписи, сделанные самим автором. Эти надписи поучительны как прямые свидетельства жизни итальянского общества XVIII века.
Пьер Леоне Гецци много работал в технике акварели, включая оригинальные акварели, воспроизводящие текстуру мрамора и различных камней. В 1727 году они были собраны в альбом под названием «Собрание многих камней» (Studio di molte pietre), который в настоящее время хранится в Римской библиотеке Алессандрина (Biblioteca Universitaria Alessandrina).
Гецци занимался росписью по эмали. По указанию папы Бенедикта XIV он был назначен директором Школы мозаики и прилегающей к ней галереи.
Итальянский историограф и коллекционер Лионе Пасколи писал о художнике: «Он поёт и играет на разных инструментах, а в юности развлекался танцами, верховой ездой и фехтованием. Говорит скромно, не лишен эрудиции, прекрасный знаток старинных и современных живописных манер. Поэтому неудивительно, что он находится в дружеских отношениях со многими и пользуется у них большим уважением». Его личность характеризует небольшой стихотворный отрывок, отмеченный оттенком игривого изящества, написанный им самим в качестве подписи на оборотной стороне его первого автопортрета на холсте (1702): «Пьер Леоне — это я / из семьи Гецци, которая родила меня 28 июня / в шестнадцатом веке / плюс ещё семьдесят четыре года / Я родился и прибавил / к этим моим двадцати восьми годам / в тысяча семьсот втором году / Он показывает мне время и его меры / или пока он бежит и никогда не останавливается / я смеюсь над ним и искупаю себя / дав вечную жизнь моему портрету».

## Галерея

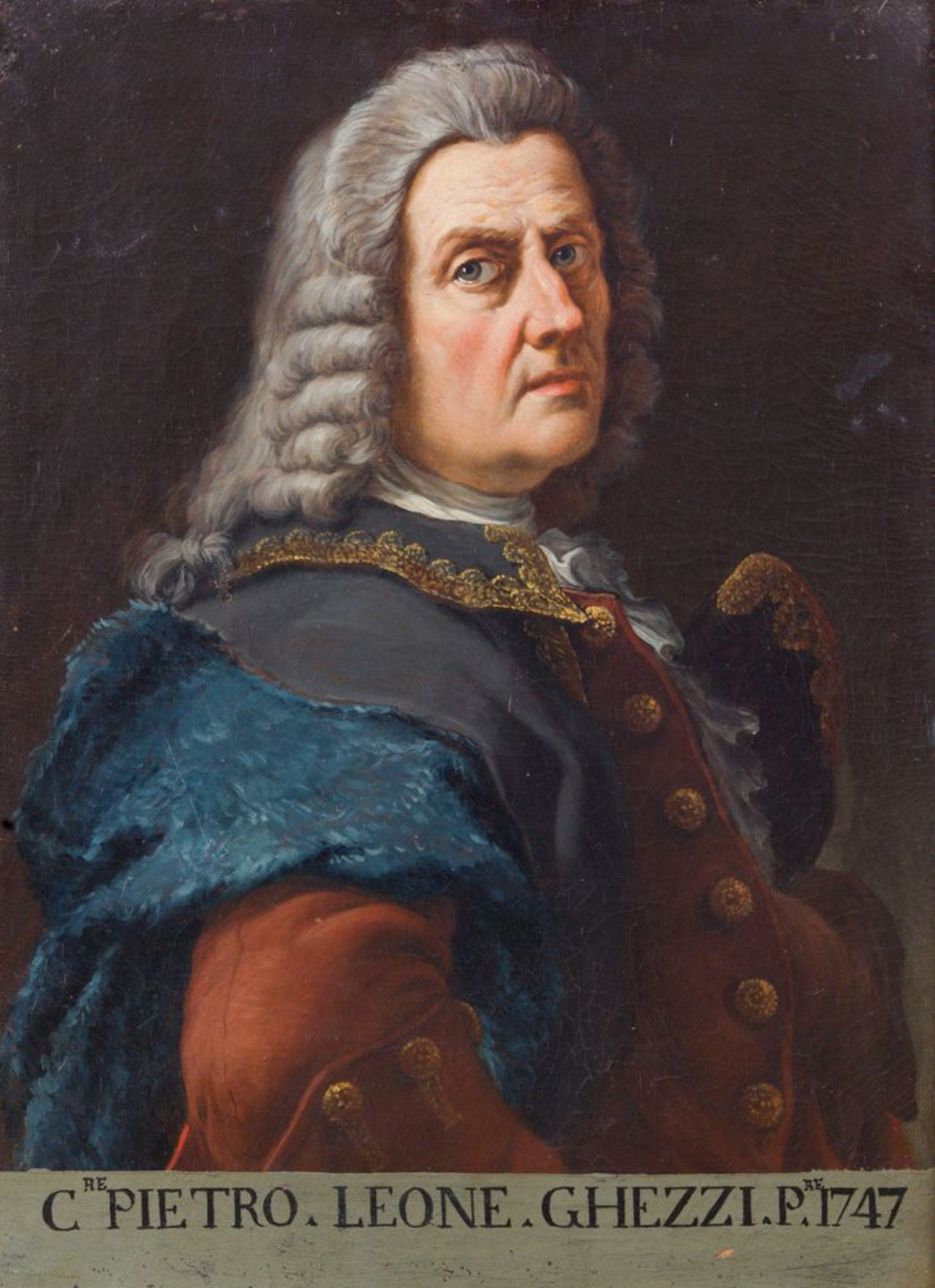
Автопортрет. 1747. Холст, масло. Академия Святого Луки, Рим
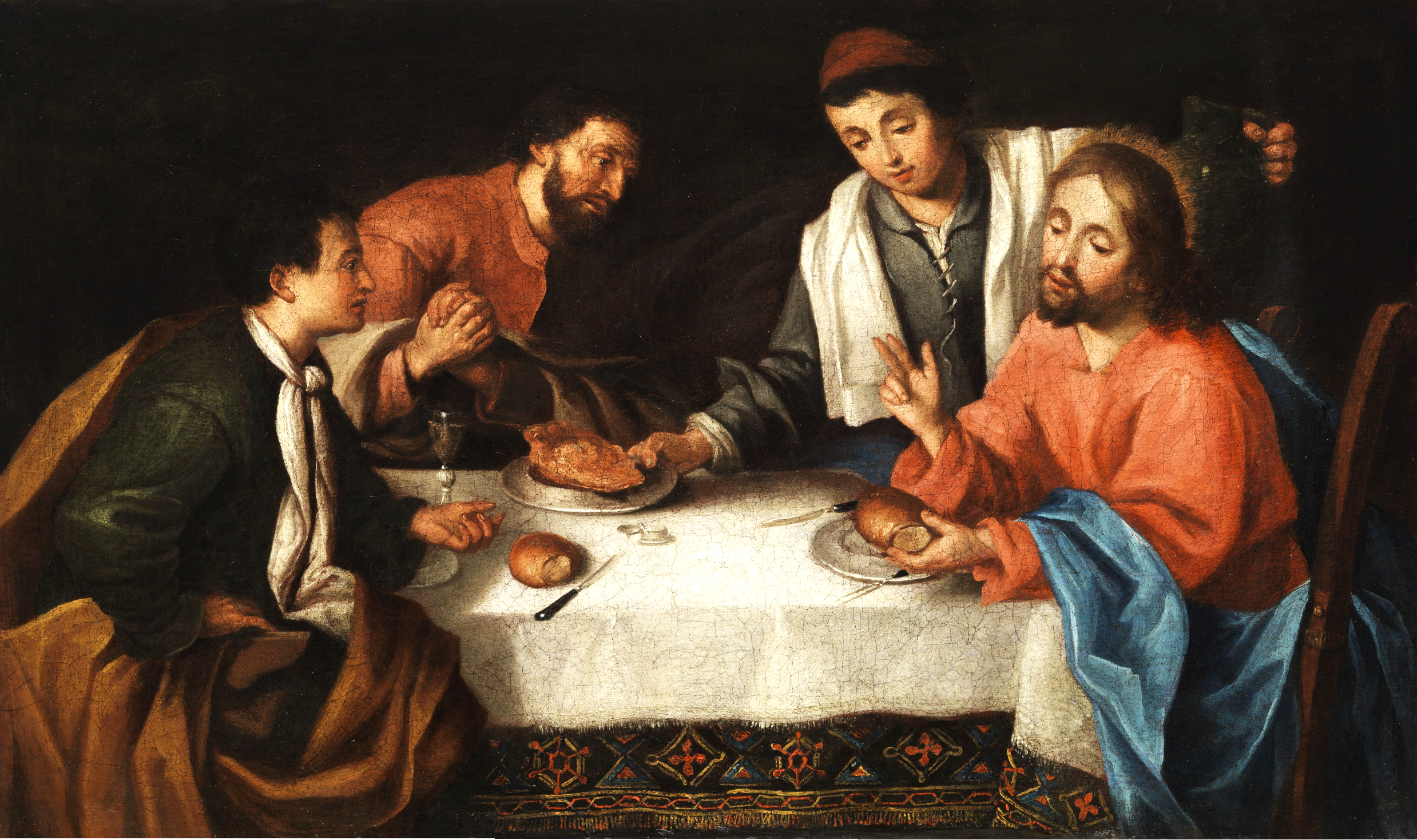
Христос преломляет хлеб в Эммаусе. 1740-е гг. Холст, масло.
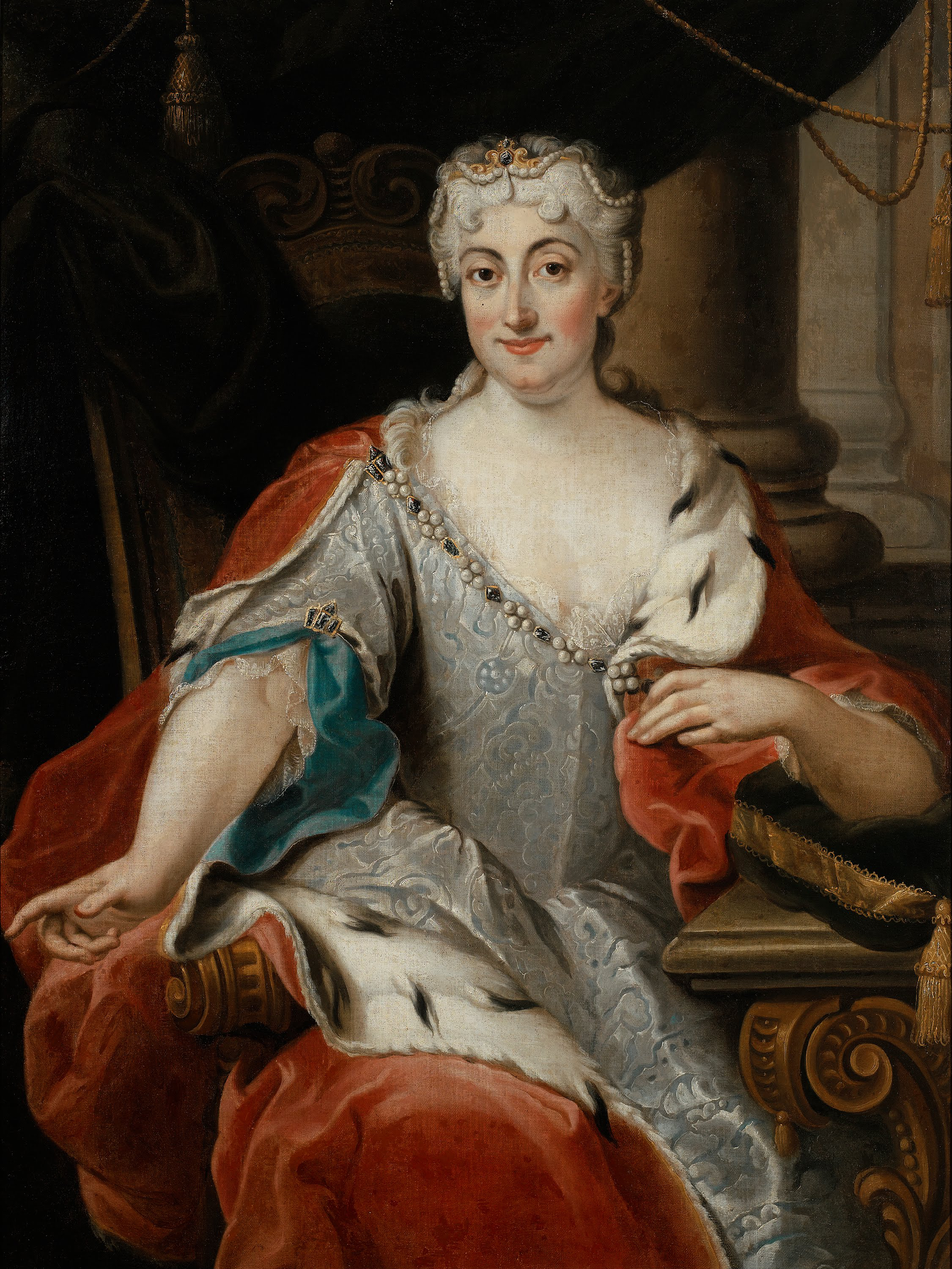
Портрет Марии Клементины Собеской. Ок. 1735. Дерево, масло. Музей замка Вилянув, Варшава
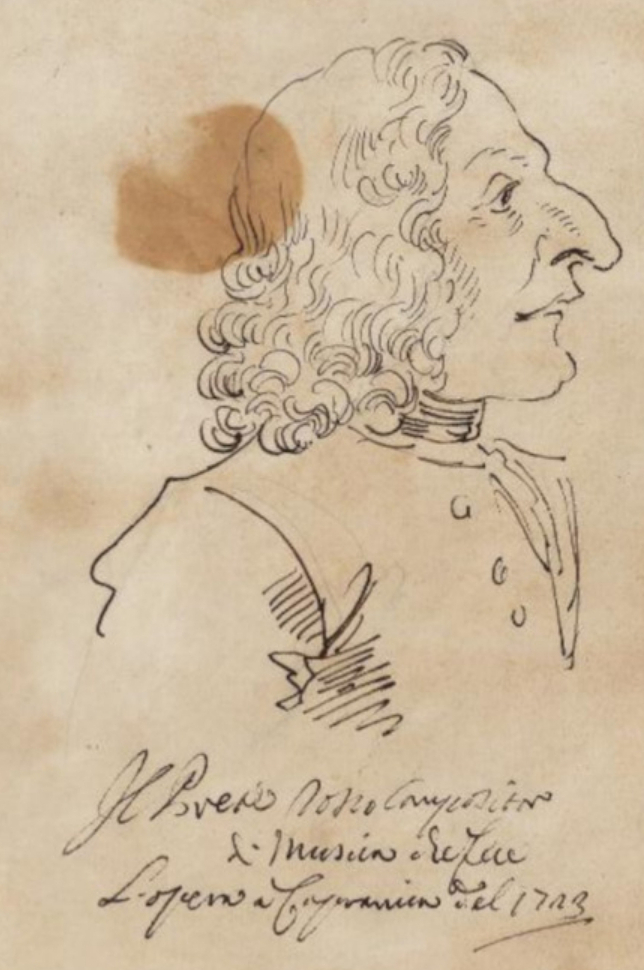
Портрет Антонио Вивальди. 1723. Перо, тушь
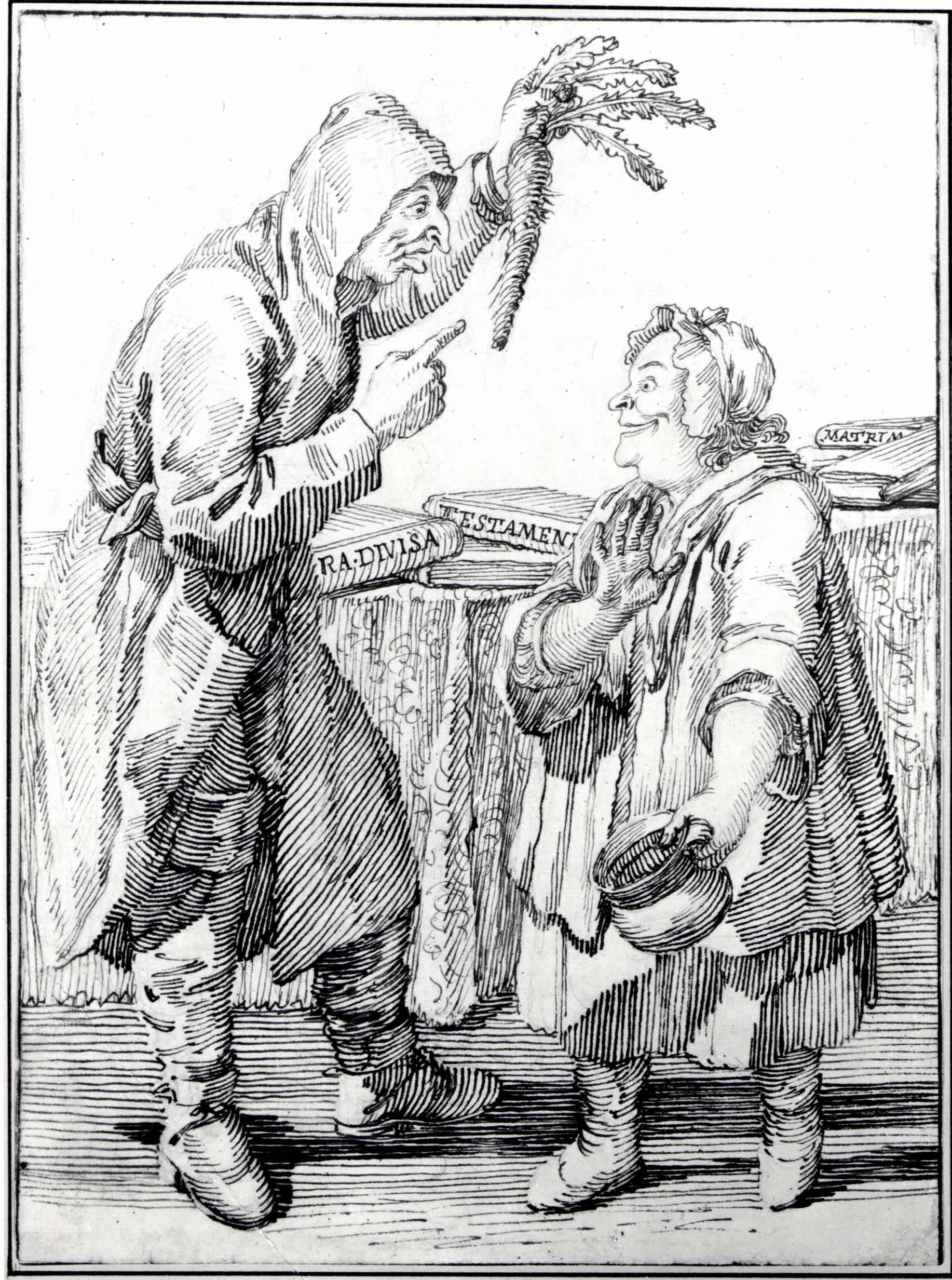
Монах с морковкой и женщина с ночным горшком. Перо, чернила. Метрополитен-музей, Нью-Йорк
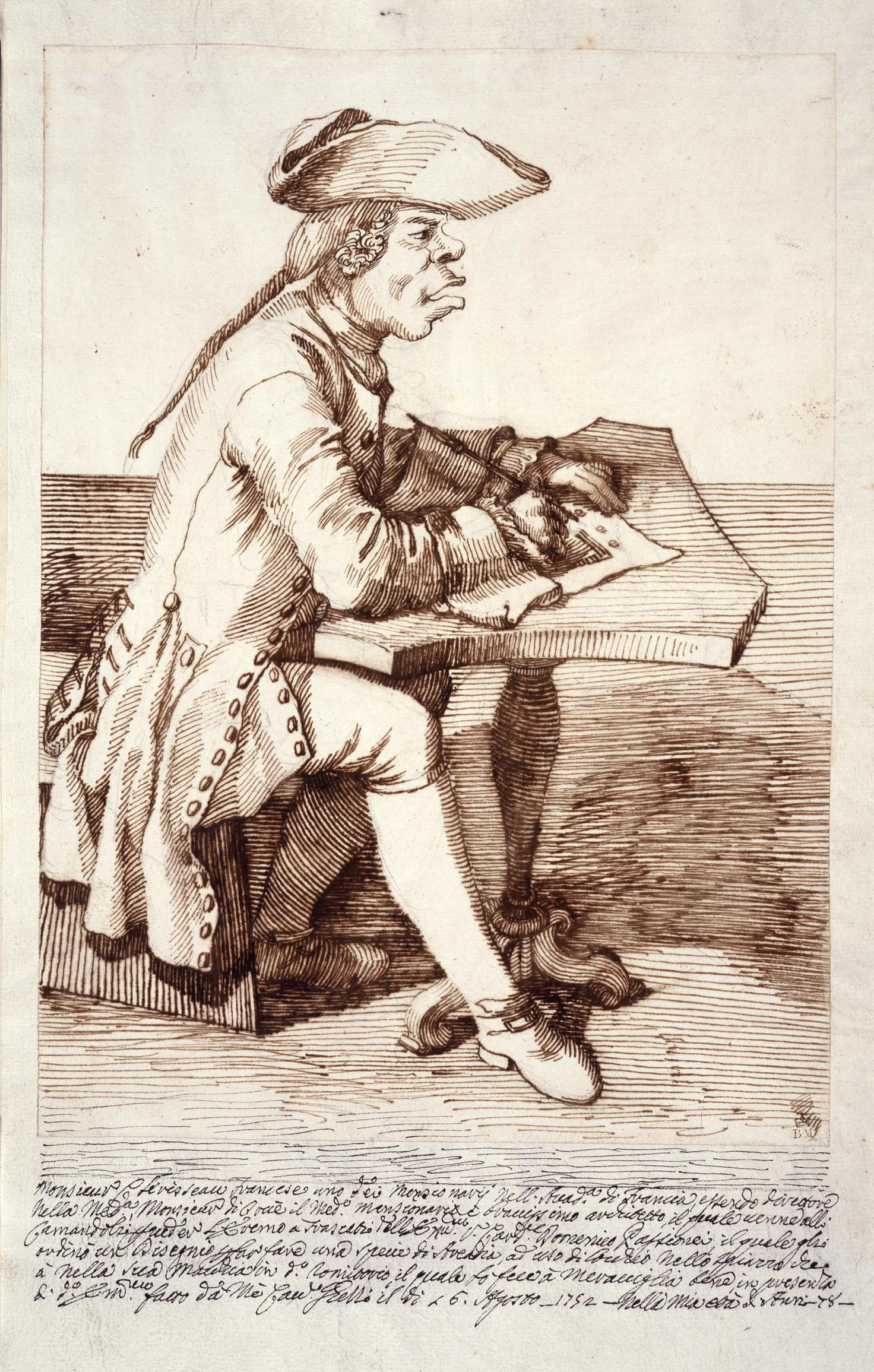
Карикатура на Ш.-Л. Клериссо. 1752. Перо, коричневые чернила. Британский музей, Лондон
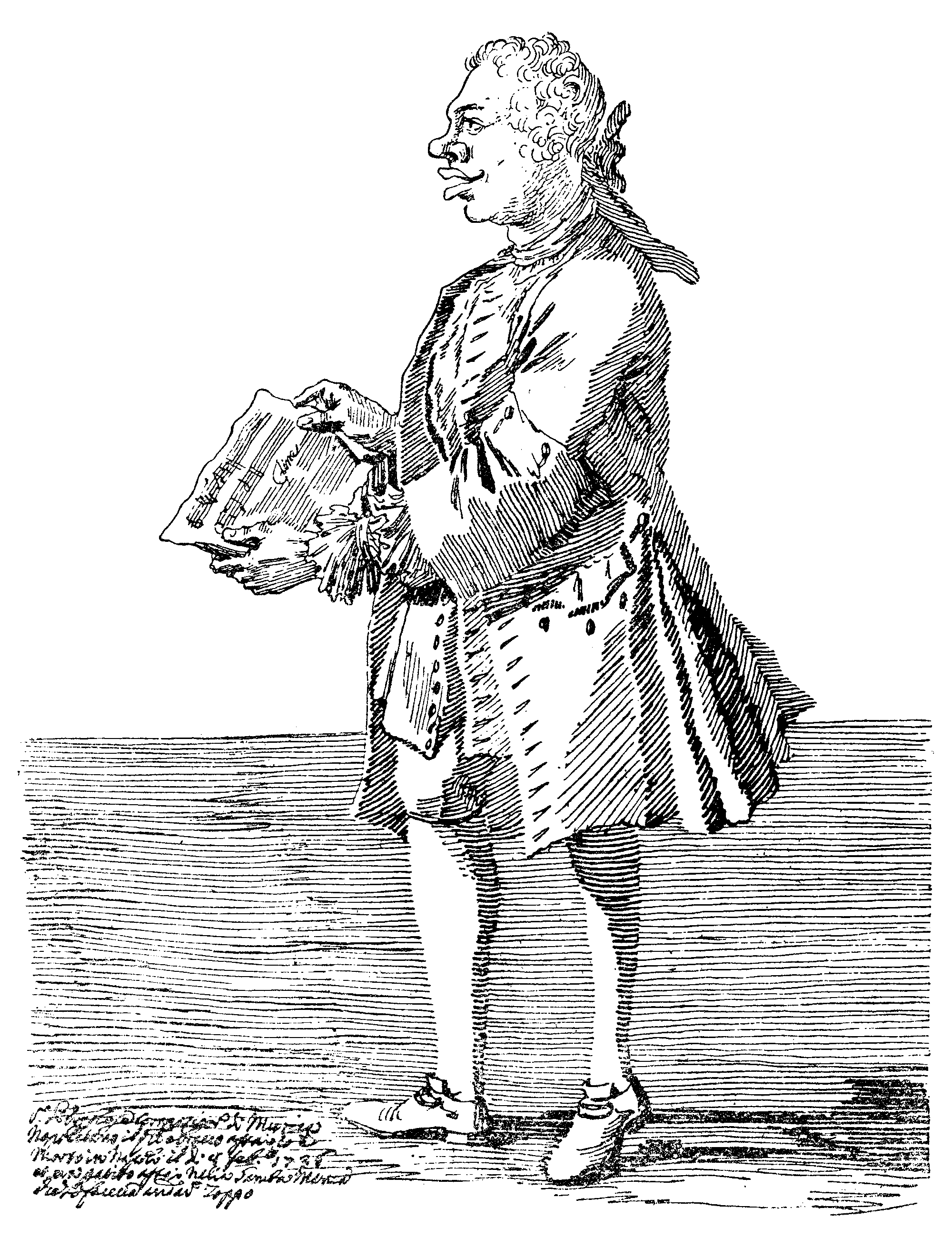
Карикатура на композитора Дж. Б. Перголези. Ок. 1734. Перо, тушь
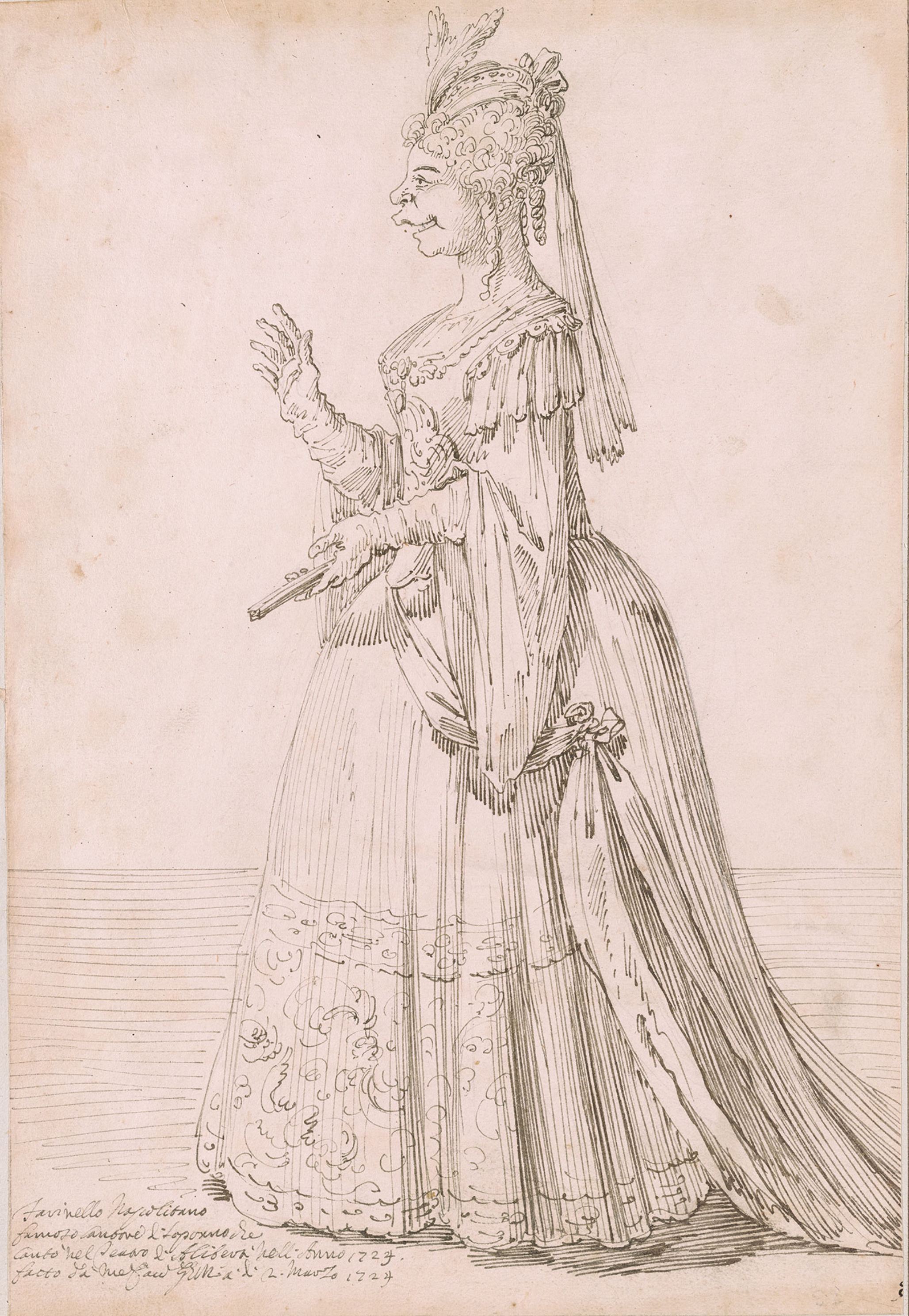
Карикатура на кастрата Фаринелли в роли Береники. 1724. Перо, тушь. Библиотека и музей Моргана, Нью-Йорк
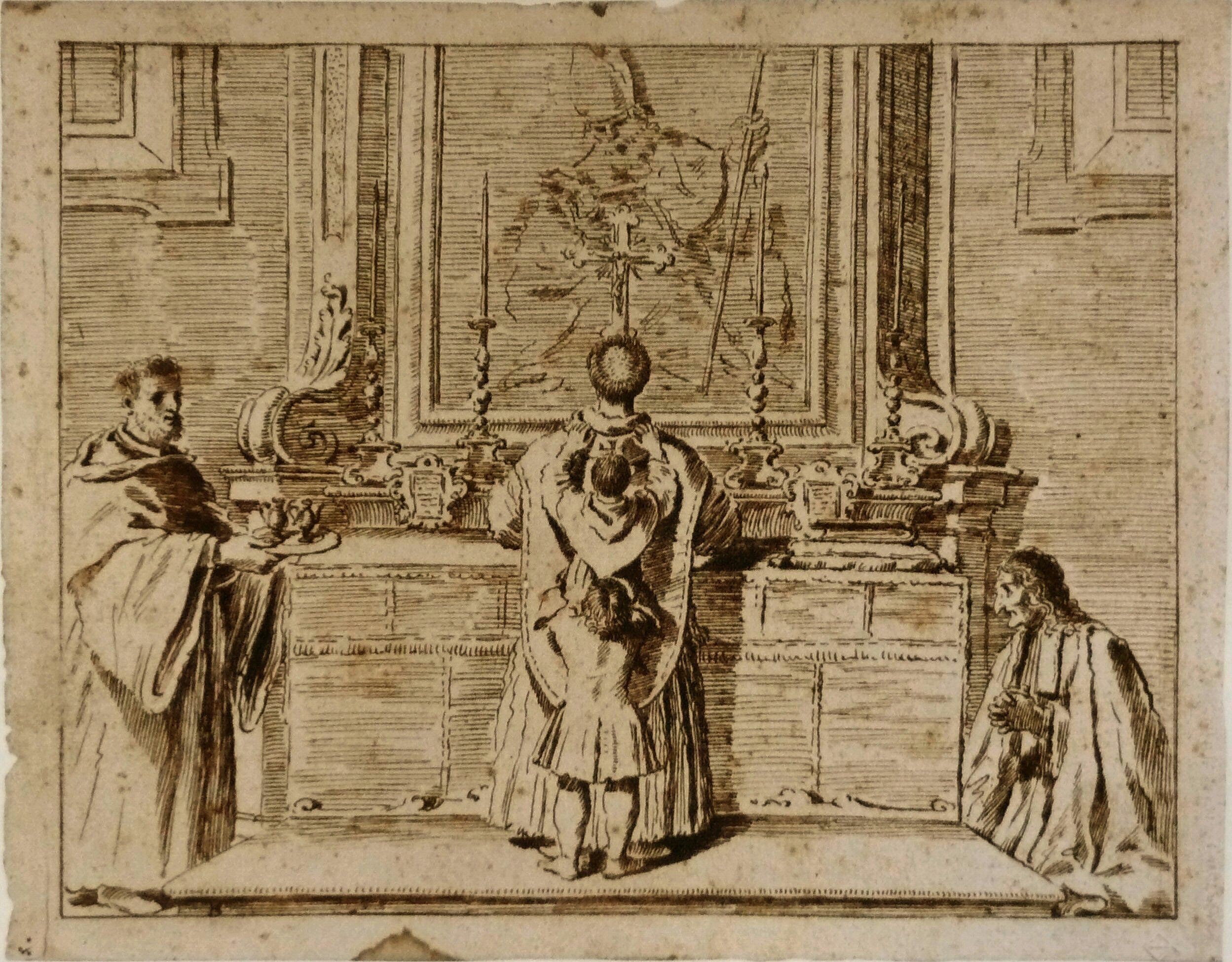
Священник и помощники во время службы. 1740-е гг. Перо, коричневые чернила. Музей изобразительных искусств, Орлеан
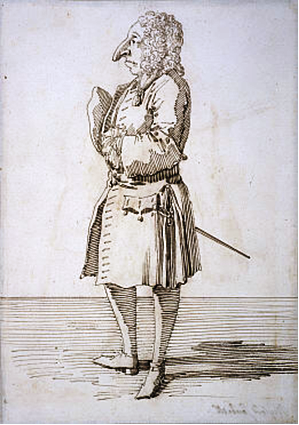
Карикатура на Джона Карнеги, 5-го герцога Суссекса. 1729. Перо, коричневые чернила. Британский музей, Лондон
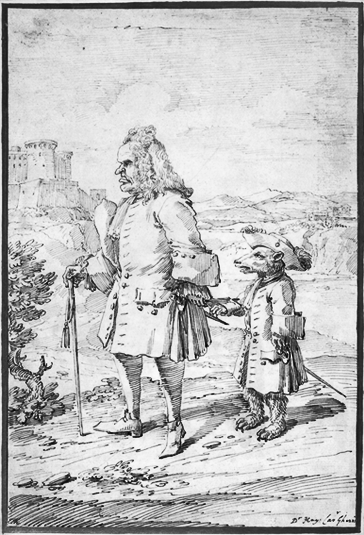
Доктор Джеймс Хей, ведущий медведя. Между 1704 и 1729 гг. Перо, тушь. Британский музей, Лондон